# Amphasia sericea
Amphasia sericea är en skalbaggsart som beskrevs av Harris. Amphasia sericea ingår i släktet Amphasia och familjen jordlöpare. Inga underarter finns listade i Catalogue of Life.